# III Liceum Ogólnokształcące im. Bolesława Prusa w Sosnowcu
III Liceum Ogólnokształcące im. Bolesława Prusa w Sosnowcu – liceum ogólnokształcące w Sosnowcu, które obecnie funkcjonuje w Zespole Szkół Ogólnokształcących nr 3.

## Historia
Rodowód szkoły sięga 1894 r., gdy otwarto pierwszą w Zagłębiu Dąbrowskim szkołę średnią, której fundatorem był przemysłowiec Henryk Dietel. Nosiła ona wtedy nazwę Sosnowiecka Szkoła Realna (Sosnowieckoje Realnoje Ucziliszcze) i była szkołą techniczną z rosyjskim językiem nauczania. W 1915 r. została przekształcona w 8-klasową szkołę polską o nazwie Wyższa Szkoła Realna, a jej siedzibą stał się na pięć lat budynek przy ul. Szkolnej na Sielcu. W koncesji z 6 grudnia 1915 r. stwierdzono, że: „Powołana szkoła jest dalszym ciągiem dawniejszej, rządowej, rosyjskiej szkoły realnej, a tym samym przez usunięcie jej z poprzedniego gmachu szkolnego nie straciła swych praw nie tylko do majątku szkolnego, ale również do wszelkich prerogatyw i przywilejów, należących się szkołom rządowym. W uznaniu tego prawa zostały szkole oddane bogate zbiory pomocy naukowych, a budynek będzie jej oddany po wyszukaniu innego, odpowiedniego pomieszczenia dla władz”. W świetle tego dokumentu Wyższa Szkoła Realna na Sielcu stała się formalnie jedyną spadkobierczynią i kontynuatorką tradycji dawnej szkoły Henryka Dietla.
Organizatorem i dyrektorem Wyższej Szkoły Realnej na Sielcu był inżynier Bolesław Tołłoczko (1915–1918). Pierwsi absolwenci, m.in. znany potem okulista Tadeusz Sokołowski, opuścili mury szkoły latem 1918 r. Właściwym twórcą „Prusa” i dyrektorem, który nadał szkole  charakter humanistyczny, był Stanisław Trzciński (kier. od 1919, dyr. od 1924 do 1932). W wolnej Polsce nazwę szkoły zmieniono w 1920 r. na I Ośmioklasowe Gimnazjum Męskie Filologiczne, które działało w budynku przy ul. Dęblińskiej. Rok 1922 jest punktem zwrotnym w dziejach szkoły: zostaje ona upaństwowiona, otrzymuje imię Bolesława Prusa i przenosi się do własnego, zakupionego ze składek rodziców budynku przy ulicy Orlej 13. Jako I Państwowe Gimnazjum Męskie im. Bolesława Prusa typu humanistycznego działa na Pogoni przez piętnaście lat. Najbardziej znanymi absolwentami i wychowankami z tego okresu byli: Władysław Rafał Heftman, profesor Pomorskiej Akademii Medycznej w Szczecinie, autor pierwszego w Polsce śródszpikowego zespolenia kości; Jan Nowakowski, profesor, wieloletni kierownik Katedry Historii Literatury Polskiej w Wyższej Szkole Pedagogicznej w Krakowie; Witold Dobrowolski, sprawozdawca sportowy Polskiego Radia i TVP; Wacław Stacherski, poeta i bohater AK; Stefan Żabicki, literat, niezapomniany lekarz z obozu oświęcimskiego; Jan Mickunas, oficer WP (II RP), jeździec, trener i sędzia jeździecki, pedagog, autor książek (m.in. podręczników do nauki angielskiego „My English Book”). W gimnazjum przy ul. Orlej uczył się także Wacław Stacherski.
W 1937 r. szkoła przejęła obszerny gmach przy ul. Legionów. Przeprowadzka była dziełem dyrektora Antoniego Ledwosa (1932–1939), wpływowego radnego i znanego w mieście działacza społecznego. Jednocześnie szkole nadano nazwę I Państwowe Gimnazjum i Liceum im. Bolesława Prusa. W zreformowanej szkole na bazie czteroletniego gimnazjum funkcjonowało dwuletnie liceum typu humanistycznego. Uczniowie mogli rozpocząć naukę w gimnazjum po ukończeniu sześciu klas szkoły podstawowej. Naukę w gimnazjum wieńczyła tzw. mała matura. W szkole przy ul. Legionów uczyli się m.in. Jan Mieczysław Fusiński, pilot, kawaler Orderu Virtuti Militari, Wiesław Ociepka, minister spraw wewnętrznych oraz Janusz Ziółkowski, profesor socjologii i działacz NSZZ „Solidarność”.
Zarządzeniem Ministra Wyznań Religijnych i Oświecenia Publicznego z 1937 zostało utworzone „I Państwowe Liceum i Gimnazjum im. Bolesława Prusa w Sosnowcu” (państwowa szkoła średnią ogólnokształcąca, złożoną z czteroletniego gimnazjum i dwuletniego liceum), po wejściu w życie tzw. reformy jędrzejewiczowskiej szkoła miała charakter męski, a wydział liceum ogólnokształcącego był prowadzony w typie przyrodniczo-humanistycznym. Pod koniec lat 30. szkoła funkcjonowała pod adresem ulicy Legionów 9.
W czasie II wojny światowej, w walce z okupantem, w obozach i miejscach straceń, zginęło co najmniej 50 uczniów, wychowanków i absolwentów oraz 7 nauczycieli w różnych okresach związanych z „Prusem”. Spośród znanych absolwentów zginęli m.in. poeci Władysław Sebyła (rozstrzelany w Charkowie) i Wacław Stacherski (zginął w Brzezince), lekarz i pisarz Stefan Żabicki (stracony w obozie Auschwitz), por. pilot Jan Mieczysław Fusiński (zestrzelony nad Niemcami). Wielu profesorów wyróżniło się w tajnym nauczaniu, np. Alfreda Lis-Gomułczyńska, Maria Polańska, Jadwiga Makowska, Witold Wyspiański, Zygmunt Błaszczyk i Kazimierz Ślusarczyk. W ruchu oporu działał Jan Imach, który był działaczem PPS-WRN i komendantem obwodu Armii Krajowej. Znanym działaczem PPR i członkiem KRN był Witold Wyspiański. Z kolei absolwent, poeta Wacław Stacherski, zorganizował na terenie Zagłębia dywersyjno-sabotażowy Związek Odwetu i kierował katowickim inspektoratem AK.
Już 1 lutego 1945 r., zaledwie kilka dni po wyzwoleniu Sosnowca spod okupacji hitlerowskiej, szkoła wznowiła nauczanie. Na jej czele stanął ponownie Antoni Ledwos. Po likwidacji przedwojennych szkół prywatnych, Prywatne Gimnazjum Męskie im. Stanisława Wyspiańskiego (z jego własnym budynkiem przy ul. Dziewiczej) stało się w 1945 r. filią „Prusa” – ostatecznego wcielenia dokonano w 1948 r. W ten sposób „Prus” przejął także tradycje „Wyspiańskiego” ze Starego Sosnowca. W pierwszych latach po wyzwoleniu szkoła zachowała nazwę i formę kształcenia sprzed wojny. Od roku szkolnego 1948/1949 w wyniku reformy oświaty wprowadzono jedenastoletni tok nauczania, w związku z czym „Prus” stał się czteroletnim liceum. Po przeprowadzce na Stary Sosnowiec zmieniono nazwę szkoły na Szkołę Ogólnokształcącą Męską stopnia licealnego im. Bolesława Prusa przy ul. Dziewiczej. Z czasem w dokumentacji pojawia się kolejna nazwa szkoły: IV Liceum Ogólnokształcące im. Bolesława Prusa. Najbardziej znani absolwenci z pierwszych lat po wojnie to: Andrzej Giersz, minister budownictwa, Jeremi Czaplicki, profesor Śląskiej Akademii Medycznej, Stanisław Jędryka, reżyser filmów dla młodzieży, Ryszard Dyja, popularny sprawozdawca sportowy TVP, Bogusław Madey, kompozytor i dyrygent.
Po „odwilży” w 1956 r. nastąpiły korzystne zmiany: zwiększono limity przyjęć i zaprzestano forsownej indoktrynacji ideologicznej. W 1955 r. szkoła stała się koedukacyjna. Po kolejnej reorganizacji powstał w 1956 r. nowy typ 11-latki: dotychczasowe czteroletnie licea ogólnokształcące zostały połączone z siedmioletnimi szkołami podstawowymi. Dla „Prusa” taką szkołą bazową stała się Szkoła Podstawowa nr 20. Powstała wtedy 11-latka otrzymała nazwę Szkoła Podstawowa i Liceum Ogólnokształcące nr 3 im. Bolesława Prusa – jej dyrektorem został Tadeusz Augustyński (1956–1963). Liceum i starsze klasy podstawówki znalazły się w gmachu dotychczasowej szkoły podstawowej przy ul. Grabowej, niższe klasy szkoły podstawowej przeniesiono do budynku przy ul. Dziewiczej. W 1962 r. oddzielono szkołę podstawową (otrzymała numer 27) i powołano III Liceum Ogólnokształcące im. Bolesława Prusa, które w tej postaci funkcjonowało najdłużej, bo aż 38 lat. Wiosną 1963 r. rozpoczęła się, z inicjatywy dyrektora Tadeusza Augustyńskiego, budowa nowego gmachu szkoły przy ul. Emila Zegadłowicza. Nowy budynek szkoły oddano do użytku 8 września 1964 r., już za kadencji nowego dyrektora Zdzisława Marcinkowskiego (1963–1970). Szkoła znalazła godną siedzibę w centrum miasta i bogatą bazę lokalową na kolejnych 16 lat. Z okazji 50 rocznicy pracy szkoły w niepodległej Polsce zorganizowano w 1968 r. I Zjazd Absolwentów i Wychowanków.
Niezwykle dynamiczny rozwój szkoła przeżywała za kadencji dyrektora Stanisława Guzka (1970–1978). Wprowadził on wiele innowacji dydaktyczno-wychowawczych. Powstały nowe pracownie przedmiotowe, zmodernizowano istniejące. W roku szkolnym 1973/1974 utworzono klasy o profilu humanistycznym, matematyczno-fizycznym, biologiczno-chemicznym i podstawowym. Liczba uczniów stale rosła. W latach siedemdziesiątych XX w. renoma szkoły przyciągała młodzież nie tylko z Sosnowca, ale i z całego Zagłębia. Nawiązano istniejącą do dziś współpracę z Uniwersytetem Śląskim w Katowicach, szczególnie w dziedzinie humanistyki, biologii, ekologii. Szczególnie owocna była współpraca z pobliskim Wydziałem Filologii Polskiej. W późniejszych latach rozwinęła się współpraca z Wydziałem Biologii, Wydziałem Nauk o Ziemi i innymi wydziałami UŚ. W 1973 r. liceum zostało członkiem elitarnego „Klubu Otwartych Szkół”. Wielu uczniów zostało laureatami olimpiad przedmiotowych – pierwszymi byli w 1978 r. Elżbieta Jędryczka (olimpiada artystyczna), Ryszard Kaczmarek (historia) i Jerzy Kluza (historia oraz wiedza o Polsce i  świecie współczesnym). Wyrazem uznania państwa dla wysokiego poziomu nauczania i osiągnięć wychowawczych „Prusa” był  Medal Komisji Edukacji Narodowej przyznany szkole w 1975 r. Jedenasty dyrektor Roman Chrzanowski (1978–1998) przeszedł do historii szkoły nie tylko jako energiczny i sprawny dyrektor, ale także znany w mieście i województwie działacz społeczny i polityczny. Za jego kadencji liceum przeniosło się po raz ostatni w 1980 r. na Stary Sosnowiec do nowoczesnego gmachu przy ul. 22 Lipca (dziś Marszałka Józefa Piłsudskiego) 114. Dwupiętrowy budynek ma kształt kwadratu otaczającego zaciszne patio, w jego trzech bokach mieści się część dydaktyczna, w czwartym kryty basen pływacki, hala sportowa i stołówka, obok jest kilka boisk sportowych. Szkoła sąsiaduje z parkiem, powstałym równolegle ze szkołą Osiedlem Piastów, niedaleko jest egzotarium i Stadion Ludowy. Zasługi szkoły dla regionu doceniła Wojewódzka Rada Narodowa, która w 1984 r. przyznała III Liceum Ogólnokształcącemu im. Bolesława Prusa w Sosnowcu Złotą Odznakę „Zasłużonemu w Rozwoju Województwa Katowickiego”. Rok szkolny 1994/1995 był dla szkoły jubileuszowym, 80 rokiem działalności. Zorganizowano wówczas II Zjazd Absolwentów.
W 2000 r. nastąpiła kolejna reorganizacja: III LO im. B. Prusa utworzyło razem z Gimnazjum nr 18 Zespół Szkół Ogólnokształcących nr 3, którym do 2015 r. kierowała Małgorzata Sokół.
Liceum uzyskało w 2004 r. certyfikat „Szkoła z klasą”, w 2005 r. zostało uhonorowane Odznaką „Zasłużony dla Miasta Sosnowca”. Z okazji 90-lecia szkoły w 2005 r. miał miejsce III Zjazd Absolwentów.
W 2010 r. liceum otrzymało Złotą Odznakę Honorową za Zasługi dla Województwa Śląskiego. W 2015 r. odbyły się obchody 100-lecia liceum, w ramach których wydano m.in. nową monografię szkoły i zorganizowano IV Zjazd Absolwentów.
1 września 2016 r. szkołę przekształcono w III Liceum Ogólnokształcące Mistrzostwa Sportowego im. Bolesława Prusa.
W roku szkolnym 2020/2021 w 7 oddziałach uczyło się 152 uczniów.
Liceum szczyci się 39 laureatami i finalistami olimpiad przedmiotowych szczebla centralnego (50 sukcesów) oraz 21 laureatami i finalistami innych konkursów ogólnopolskich (25 sukcesów). Uczniowie szkoły mieli ponadto 28 znaczących osiągnięć w ogólnopolskich i międzynarodowych zawodach sportowych. Siatkarki od 40 lat wyróżniają się w regionie (liczne zwycięstwa w zawodach wojewódzkich) i mistrzostwach Polski (3 złote medale). Wiele zawodniczek Płomienia Sosnowiec i kilka wybitnych siatkarek reprezentacji narodowej wywodzi się z „Prusa”.
Do 2019 r. mury szkoły opuściło ponad 7300 absolwentów. Wśród wychowanków są profesorowie wyższych uczelni (Jadwiga Romana Bobrowska i Wiarosław Sandelewski – muzykolodzy, Jeremi Czaplicki, Tadeusz Dorobisz, Władysław Rafał Heftman, Daniel Zarzycki – lekarze, Ryszard Kaczmarek – historyk, Adam Dziadek – literaturoznawca, Zbigniew Godziński – elektronik, Andrzej Bolesław Jarzębski – chemik, Bogusław Madey – kompozytor i dyrygent, Jan Nowakowski i Joanna Sobczykowa – poloniści, Aleksander Osuch – specjalista mechanizacji i automatyzacji górnictwa, Jerzy Rayski – fizyk, Janusz Ziółkowski – socjolog), znani artyści (Czesław Gałka – śpiewak operowy, (Małgorzata Hajewska-Krzysztofik i Stefan Szulc) – aktorzy, Stanisław Jędryka – reżyser, Julian Jończyk i Jacek Rykała – malarze), Violetta Malczyk-Kotarska – twórczyni tkanin artystycznych), dziennikarze (Aleksander Bukko, Witold Dobrowolski, Ryszard Dyja, Marcin Jaroszewski, Janusz Jeleń, Eugeniusz Karol Kostrzewa, Magdalena Różycka, Paweł Szot), pisarze (Iwona Czarkowska, Sławomir Matusz, Władysław Sebyła, Wacław Stacherski), politycy (Michał Czarski, Andrzej Giersz, Lechosław Jarzębski, Włodzimierz Migoń, Wiesław Ociepka) i sportowcy (Ewa Binkiewicz, Halina Kazimierczak-Skorek, Barbara Rabajczyk – siatkarki, Jarosław Koniusz, Krzysztof Koniusz, Leszek Chłosta – szermierze). Kawalerami Orderu Virtuti Militari zostali: por. pilot Jan Mieczysław Fusiński, ppor. Władysław Gębski, por. Jerzy Kowalski (cichociemny), mjr Jan Mickunas, lotnik, kpt. naw. Ludwik Segno, por. dr Tadeusz Sokołowski, por. Wacław Stacherski.

## Gimnazjum nr 18 (1999–2019)
Gimnazjum nr 18 w Sosnowcu powstało w 1999 r. Od 2000 r. razem z III Liceum Ogólnokształcącym im. Bolesława Prusa było częścią Zespołu Szkół Ogólnokształcących nr 3. W roku szkolnym 2003/04 uzyskało certyfikat „Szkoły z klasą”. W szkole tworzono klasy sportowe: siatkówki dziewcząt (od 1999 r.) i lekkoatletyczne (od 2005 r.) Absolwentki gimnazjum kontynuując naukę w „Prusie” zdobyły Mistrzostwo Polski Kadetek w siatkówce oraz III miejsce w półfinałach Mistrzostw Polski Młodziczek, a jedna  z nich, Renata Bekier, została powołana do reprezentacji Polski w siatkówce plażowej i zajęła III miejsce na mistrzostwach Europy w 2008 r. W 2008 r. szkołę ukończyła Paula Kania, która wywalczyła mistrzostwo Polski w tenisie w 2010 r. (indywidualnie) i 2013 r. (drużynowo), grała w turniejach wielkoszlemowych (Wimbledon 2014 r., Roland Garros 2015 r.). W 2014 r. Piotr Kokosza został mistrzem Europy juniorów w ju-jitsu, w 2015 r. zdobył brązowy medal na mistrzostwach świata w Atenach. W 2015 r. Krzysztof Szot został członkiem kadry narodowej juniorów w klasie żeglarskiej Laser 4,7. Szkoła szczyciła się również osiągnięciami w dziedzinie lekkoatletyki, np. w mistrzostwach Polski juniorów jej uczniowie wywalczyli II miejsca w skoku w dal, w biegu na 100 m przez płotki i rzucie dyskiem. 11 uczniów było laureatami oraz finalistami wojewódzkich i ogólnopolskich konkursów przedmiotowych (15 sukcesów). 1 września 2016 r. szkołę przekształcono w Gimnazjum Mistrzostwa Sportowego nr 18. W roku szkolnym 2018/2019 w 4 oddziałach uczyło się 76 uczniów.

## Szkoła Podstawowa nr 48 (od 2017)
1 września 2017 r. w Zespole Szkół Ogólnokształcących nr 3 utworzono bratnią Szkołę Podstawową nr 48 Mistrzostwa Sportowego. Pierwsi uczniowie (82) podjęli naukę w klasach: I A, IV A, VII A (piłkarska), VII B (piłkarska), VII C (siatkarsko-lekkoatletyczna). W roku szkolnym 2020/2021 w 9 oddziałach uczyło się 144 uczniów.

## Wybrani absolwenci i uczniowie
- Ewa Binkiewicz, siatkarka
- Michał Czarski, polityk
- Witold Dobrowolski, dziennikarz
- Tadeusz Dorobisz, chirurg
- Ryszard Dyja, dziennikarz
- Adam Dziadek, literaturoznawca i tłumacz
- Andrzej Giersz, minister budownictwa
- Zbigniew Godziński, elektronik
- Małgorzata Hajewska-Krzysztofik, aktorka
- Lechosław Jarzębski, polityk
- Stanisław Jędryka, reżyser
- Julian Jończyk, malarz, rzeźbiarz, performer
- Ryszard Jurkowski, architekt
- Ryszard Kaczmarek, historyk
- Jarosław Koniusz, szablista
- Krzysztof Koniusz, szablista
- Jerzy Kowalski, cichociemny
- Adam Kułach, dyplomata
- Bogusław Madey, kompozytor, dyrygent
- Witold Majewski, piłkarz
- Sławomir Matusz, poeta
- Jan Mickunas, żołnierz, jeździec, pedagog
- Włodzimierz Migoń, wojewoda szczeciński
- Jan Nowakowski, polonista
- Wiesław Ociepka, minister spraw wewnętrznych
- Aleksander Osuch, specjalista mechanizacji i automatyzacji górnictwa
- Barbara Rabajczyk, siatkarka
- Henryk Rajzman, prawnik, prokurator
- Jerzy Rayski, fizyk
- Jacek Rykała, malarz
- Władysław Sebyła, poeta
- Tadeusz Sokołowski, okulista
- Wacław Stacherski, poeta, żołnierz AK
- Zbigniew Tryburcy, dziennikarz
- Tomasz Wasilkowski, trener piłki siatkowej
- Janusz Ziółkowski, socjolog